# Vilhelmina (comuna)
Vilhelmina (em sueco: Vilhelmina kommun) é uma comuna da Suécia localizada no condado de Bótnia Ocidental. Sua capital é a cidade de Vilhelmina. Possui 8 048 quilômetros quadrados e segundo censo de 2018, havia 6 752 habitantes.